# 獻辭 (小說)
《獻辭》是史蒂芬·金所著的短篇小說，最先刊登在於1989年短篇小說集《黑暗景象》上，1993年，史蒂芬將故事收錄在短篇小說集《惡夢工廠》內。

## 故事簡介
彼得是瑪莎和強尼的孩子，但兩人相處一直不太好，故瑪莎懷有彼得時特意找了一名巫婆求神問卜。巫婆告訴瑪莎，孩子的自然父親另有其人，但瑪莎不明所以，巫婆只是給了瑪莎一個菇便要瑪莎離開。巫婆的菇咀咒了強尼的槍，令強尼死於非命。同時，瑪莎亦繼續尋找孩子的自然父親，瑪莎在酒店工作，一位白人作家經常投宿酒店寫作，瑪莎暗地裡喜歡他，更在神智迷糊下吞食他的遺精。瑪莎一直都不知道誰才是自然父親，直至彼得長大成人，同樣成為了一名作家，寫了一本書名與白人作家書名的書，瑪莎才明白當年迷戀的對象就是彼得的自然父親。